# Johann Christian Schulz
Johann Christian Schulz (* 7. März 1962 in Karlsruhe) ist ein deutscher Komponist und Musikproduzent.

## Leben
Schulz nahm Privatunterricht in klassischer Gitarre bei Marc Seiffge, Klavier bei Rolf Knieper, Dirigieren bei Manfred Hübner und Komposition bei Róbert Wittinger.
Schulz studierte Musikethnologie und Musikwissenschaft an den Universitäten Freiburg und Basel (u. a. bei Hans Oesch, Hans Heinrich Eggebrecht und Hans Peter Haller) sowie Komposition bei Milko Kelemen an der Staatlichen Musikhochschule Stuttgart.
Ab 1984 verfolgte er eine parallele Laufbahn als Tonmeister und Produzent für viele internationale Label und Künstler.
Sein Werkverzeichnis enthält kammermusikalische, symphonische und Vokalwerke sowie Werke für elektronische Medien. Zusammenarbeit mit dem Experimentalstudio des SWR, dem ZKM Karlsruhe und mit verschiedenen Ensembles, Orchester und Theater (z. B. Gesellschaft für Neue Musik Mannheim, Badisches Staatstheater Karlsruhe, Staatstheater Mainz, Karlsruher Sport Club (KSC), Profectio Initiative Freiburg, Nouvel Ensemble Contemporain, Ensemble SurPlus, Die 12 Pianisten, Baynov-Piano-Ensemble) und Solisten wie Nebojša Jovan Živković, Nikolaus Friedrich, Beverly Ellis, Olaf Tzschoppe, Zsigmond Szathmáry.
Von 1984 bis 1990 leitete er das audiophile Label Cadenza Records.
Seit 2012 ist er 1. Vorsitzender der Interessengemeinschaft Freiburger Komponisten. Schulz ist Mitglied des Netzwerks Neue Musik Baden-Württemberg.

## Preise
- 1998 Erster Preis Internationaler Kompositionswettbewerb des Deutschen Chorleiterverbandes
- 1999 Kompositionspreis für Kirchenmusik Baden-Württemberg

## Werke (Auswahl)
- MANGA No. 7 für Drumset (plus Extensions) solo op.70 (2015)
- EINE KLEINE SCHWARZWALDMUSIK für Flöte, Violine, Viola & Violoncello op.69 (2015)
- THE DAY THE UNIVERSE CHANGED für Chor (SATB) a cappella op.68 (2015)
- IF SIEGFRIED’S HORN HAD BEEN FRENCH für Horn, 4-Spur-Zuspieler & Live-Elektronik op.67.1 (2015)
- PLING PLONG ELEVATION Klanginstallation für 5 CD-Spieler & 3 Spieluhren op.66 (2014)
- TELEMANIA I für Blockflöte, Marimba & Cembalo op.65.1 (2014)
- MARCHE FATALE für Violoncello, Klavier & Schlagzeug op.64 (2014)
- BLUES FOR MURIEL für Klavier, Kontrabass & Schlagzeug op.62 (2014)
- TUBA MIRUM  für Tuba & Kick-Drum ad lib. op.61 (2014)
- 5th DIMENSION für 4 Spieler an 2 Klavieren op.60 (2013)
- PIÉCE DE RESISTANCE I für Multiperkussion Set-up op.59.1 (2012)
- GEODESICS I  für Klavier solo op.56.1 (2012)
- ORGANOLOGICS II  für Orgel solo op.54.2 (2014)
- ORGANOLOGICS I  für Orgel & Schlagzeug op.54.1 (2012)
- HIER GIBT’S WAS ZU LACHEN, MANN ! für Stereo-Zuspieler op.53.2 (2013)
- HIER GIBT’S WAS ZU LACHEN, MANN ! für 4-kanaligen Zuspieler, Elektrischer Gitarre & Streichtrio op.53.1 (2012)
- CELLOMATICS 51 für Violoncello & Klavier op.51 (2011–2012)
- SEQUENTIA NOVA OCTOIUGIS II  für 8-stimmigen Chor nach einem Gregorianischen Choral aus dem 11.Jh. op.41.2 (1998)
- SEQUENTIA NOVA OCTOIUGIS I für 8-stimmigen Chor nach einem Gregorianischen Choral aus dem 11.Jh. op.40.2 (1998)
- SEQUENTIA II  für Mezzosopran, 4-kanaligen Zuspieler & Live-Elektronik op.38 (1996)
- SEQUENTIA I  für Mezzosopran, 4-kanaligen Zuspieler & Live-Elektronik op.37 (1996)
- TREDICI EPISODI  für 4 Klaviere & Schlagzeug op.30.1 (1995)
- FOOTBALL Symphonic Soccer für Orchester, 4-kanaligen Zuspieler & Live-Elektronik op.27 (1994)
- CAN TUS CLA RINO IV  für Klarinette solo op.26.4 (1993)
- CAN TUS CLA RINO II für Klarinette & Live-Elektronik op.26.2 (1992)
- WIND MUSIC I für Flöte, Oboe, Klarinette, Horn & Fagott op.24 (1990)
- WORK IN PROGRESS  für Schlagzeugtrio op.23 (1990)
- AB MIRAM für Marimba solo op.21 (1989)
- DREIGESTIRN  für Mezzosopran & Orchester (Text: F. Dürrenmatt & I. Bachmann) op.17 (1987–1993)
- POEMS FOR MALA für Blockflöte solo op.14 (1987)
- SANJO für Gayageum, Elektrische Gitarre & Live-Elektronik op.11.2 (1986/2013)
- WIR SPIELEN WEITER für Violine solo op.7.1 (1984)

## Diskografie
- Baynov-Piano-Ensemble: Pianos & Percussion: 13 EPISODI für 4 Pianisten und 3 Schlagzeuger (ars 7765151)
- Nebojsa J. Zivkoviç: Percussion Made in Europe vol.1: AB MIRAM für Marimba solo (Musica Europea ME-03)
- Zsigmond Szathmáry & Olaf Tzschoppe: Organ & Percussion: ORGANOLOGICS I für Orgel & Schlagzeug (ASA-10002)